# Palaemnema brucelli
Palaemnema brucelli är en trollsländeart som beskrevs av Kennedy 1938. Palaemnema brucelli ingår i släktet Palaemnema och familjen Platystictidae. Inga underarter finns listade i Catalogue of Life.